# Forsteronia guyanensis
Forsteronia guyanensis är en oleanderväxtart som beskrevs av Müll. Arg.. Forsteronia guyanensis ingår i släktet Forsteronia och familjen oleanderväxter. Inga underarter finns listade i Catalogue of Life.